# Ajdarkul
Ajdarkul (uzbecky Aydar Ko‘l) je jezero na území Samarkandského a Džizzakského vilajátu v Uzbekistánu. Je jedním ze tří jezer s brakickou vodou, která jsou součástí uměle vytvořeného systému jezer o celkové ploše 4000 km². Další dvě brakická jezera jsou Arnasaj a Tuzkan. Nachází se v solné Arnasajské proláklině na jihovýchodě pouště Kyzylkum. V roce 2005 obsahovalo Ajdarkul 44,3 km³ vody. Rozloha jezera je 3000 km². Celá soustava je 250 km dlouhá a 15 km široká. Vodní hladina jezer Ajdarkul a Tuzkan se táhne v délce 180 km z východu na západ a připojený cíp Arnasajských jezer se táhne v délce 70 km ze severu na jih. Mineralizace vody je pouze 2 g/l.

## Historie, zatopení
Jezero je neúmyslným produktem špatného sovětského plánování. Do poloviny 20. století byla proláklina suchou solnou plání po většinu roku. Jen na jaře se naplňovalo malé, krátce trvající jezero Tuzkan, zatřpytilo se na slunci a mizelo v důsledku horkého počasí. Na začátku 60. let byla na Syrdarji postavena v Kazachstánu Čardarinská přehrada. V přehradě byly postaveny brány pro kontrolu průtoku vody. Když pak v roce 1969 nastaly bouřlivé záplavy byla kapacita průtoku přehradou nedostatečná pro přívaly vody. Mezi únorem 1969 a únorem 1970 bylo 60 % průměrného ročního průtoku Syrdarji (21 km³) odvedeno z Čardarinské přehrady do Arnasajské prolákliny. A tak neúmyslně vznikla nová jezera. Od roku 1969 je stav vody v jezeře Ajdarkul regulován přebytkem vody ze Syrdarji, při naplnění kapacity Čardarinské přehrady. Tak byla postupně naplněna přirozená kapacita Arnasajské prolákliny a vzniklo druhé největší jezero v regionu (po vysychajícím Aralském jezeře) a stále zvětšuje své rozměry.

## Fauna
Žije zde mnoho druhů ryb, které sem byly zavedeny. Jsou to kapři, candáti, cejni, sumci, boleni, ostruchy, hadohlavci. V dnešní době se tak jezero přeměnilo v průmyslovou rybářskou oblast. Systém jezer produkuje 760 až 2 000 tun ryb ročně (1994 – 2001). Mnoho vodních ptáků migrujících od Aralského jezera tady našlo svůj domov.

## Osídlení pobřeží
Jezero se nachází daleko od všech obydlených míst. Okolo něj je dokonalý klid. Na březích žije jen 345 rodin (přibližně 1760 obyvatel). Region má velký potenciál pro rybářství, cestování s jurtou, ježdění na velbloudech a jiné turistické aktivity.

## Ekologické dopady
Z důvodů neschválených přísunů vody z Čardarinské přehrady bylo zatopeno 1180 km² obhospodařovaných pastvin a byla narušena infrastruktura cest a elektrických linek. Vznikla reálná hrozba pro úrodnost přilehlých zavlažovaných území Hladové stepi a pro biologickou různorodost okolí jezera. Je zapotřebí zaujmout celkovou strategii k regulaci vodního režimu povodí jezera. Efektivnost regulace je možné zvýšit vytvořením průtočných jezer. Důležitý bude soupis možných vlivů na okolní prostředí. Jak ukázaly propočty je optimální přísun vody z Čardarinské přehrady v rozmezí 1,5 až 3,5 km³ za rok. Má blahodárný vliv na hydroekologickou situaci, včetně rozvoje rybářství a podpory biologické různorodosti. Kdyby byl sanitární a ekologický přísun vody zastaven, došlo by k poklesu hladiny a zasolení jezera i jeho břehů.